# Ishania oaxaca
Ishania oaxaca is een spinnensoort in de taxonomische indeling van de mierenjagers (Zodariidae).
Het dier behoort tot het geslacht Ishania. De wetenschappelijke naam van de soort werd voor het eerst geldig gepubliceerd in 2002 door Rudy Jocqué & Léon Baert.